# 黎裕宗
黎裕宗（越南语：／；1680年—1731年2月27日），名黎維禟（越南语：／），又名黎維祹，越南後黎朝第二十一代君主，他在位時設立了武舉。

## 生平
黎裕宗生于永治五年十月二十日（1680年12月10日），是黎熙宗黎維祫的長子，后被立为皇太子。正和二十六年（1705年）四月，黎熙宗禅位，黎维禟继位，改元永盛，以生日为春明圣节。
永盛八年（1712年），禁止基督教在越南傳教。
永盛十二年（1716年），太上皇熙宗去世。
1720年，改元保泰，權臣鄭棡立鄭為世子。
保泰八年（1727年），廢太子黎維祥位。當其時黎裕宗長子黎維祥在東宮十多年，歲數二十九，正值壯年；而其次子黎維祊卻是由鄭主的親屬妃子鄭氏所生，於是鄭棡便廢長立幼，改黎維祊為太子。
保泰十年（1729年），黎裕宗讓位給太子黎維祊，改元爲永慶，裕宗在乾壽殿被奉册尊為太上皇，遜居乾壽殿，以誔日爲祥明聖節。永慶年間，太常寺卿裴仕暹曾提及「先帝（黎裕宗）在御時，憤鬱之辭，不平之語，其發於言語文字之間者，天下臣民之耳目，豈容終掩」，可見黎裕宗當時並非自願禪讓，而是被鄭棡所逼。
永慶三年正月二十一日（1731年2月27日），黎裕宗去世，壽五十二歲，廟號裕宗，諡號純正徽柔溫簡慈祥寬惠遜敏和皇帝，葬於古都陵，后遷葬金石陵。
1958年2月，越南民主共和国政府的農民在挖地做園藝時意外發現黎裕宗陵墓。1964年初，經有關部門商討後決定对其陵墓进行发掘，黎裕宗尸体完好，出土很多服饰文物，包括黃色廣袖收祛沖天擺正龍四靈獸圓領袍、升龍袍、交領袍以及其餘83件隨葬品等。其尸体在2010年重新安葬。

## 評價
《大越史記全書》:「是時，承太平之業，兵革不試，宇內無事，朝廷多所制作，法度大備，紀綱畢張，殊方納款，上國歸地，號稱極盛之世。帝垂拱於上，不勞而理，言治者必歸焉。」

## 家庭

### 兄弟
- 黎維祝

### 後宮
- 正宮鄭氏玉欉，一作鄭氏玉莊，鄭主鄭根孫女，太傅提郡公鄭閏長女，昏德公黎維祊生母，昏德公尊為皇太后，後被廢為郡君
- 莊慈皇太后陳氏，黎純宗生母
- 憲慈皇太后阮氏，黎懿宗生母，景興二十年（1759年）去世

### 子女
黎裕宗有13子。
- 長子黎純宗 黎維祥
- 次子昏德公 黎維祊（鄭氏所出）
- 十一子黎懿宗 黎維祳
- 黎維
- 黎維